# Microplinthus
Microplinthus – rodzaj chrząszcza z rodziny ryjkowcowatych i podrodziny Molytinae.
Rodzaj ten wprowadzony został w 1987 roku przez Władimira W. Żerichina, który gatunkiem typowym wyznaczył Microplinthus morimotoi. W 2004 roku Massimo Meregalli dokonał jego redeskrypcji oraz potwierdził jego przynależność do plemienia Aminyopini. Stanowi on prawdopodobnie takson siostrzany dla Falsanchonus.
Ryjkowce o smukłym, jajowato-eliptycznym do walcowatego ciele długości od 2,8 do 5 mm. Ubarwienie ciała rude do ciemnorudobrązowego z ciemnoczerwonymi czułkami i stopami. Tęgi, zbliżony długością do przedplecza ryjek jest zakrzywiony pod kątem około 45° względem głowy. Trzonek czułków maczugowaty. Funiculus siedmioczłonowy: dwa pierwsze człony umiarkowanie wydłużone, a pozostałe tak szerokie jak długie lub szersze niż dłuższe. Czteroczłonową, jajowato-eliptyczną buławkę pokrywa omszenie. Głowa krótka i punktowana. Przedplecze o zbliżonej długości i szerokości, prostej nasadzie i gęsto punktowanej powierzchni. Pokrywy wydłużone, o lekko łukowatej nasadzie; każda opatrzona 10 rzędami, z których 9 pierwszych jest kompletnych. Międzyrzędy są zwykle płaskie, u niektórych gatunków nieparzyste są lekko wypukłe. Przedpiersie jest głęboko wcięte. Śródpiersie i zapiersie krótkie i punktowane. Przednie biodra są styczne, środkowe ledwo, a tylne w pełni odseparowane. Samiec ma w różnym stopniu zakrzywiony edeagus i drobno ząbkowany, pozbawiony większych sklerotyzacji ednofallus. Jego owalny tegumen złożony jest z wąskiej rozpórki i dość dobrze wykształconych płatów parameroidalnych. Samica ma ósme sternum odwłoka prawie kwadratowe lub nieco wydłużone, wyposażone w ramiona zlane w połowie długości; rozpórka tego sternum jest rozdwojona u nasady lub połączona z nią stawowo i rozdwojona w punkcie łączenia.
Należące tu chrząszcze znane są z Nepalu i północnego krańca Indii.
Dotychczas opisano 9 gatunków:
- Microplinthus kaligandaki Meregalli, 2004
- Microplinthus laurae Meregalli, 2004
- Microplinthus maior  (Zherikhin, 1987)
- Microplinthus minor (Zherikhin, 1987)
- Microplinthus minimus  Zherikhin, 1987
- Microplinthus morimotoi  Zherikhin, 1987
- Microplinthus parbatensis Meregalli, 2004
- Microplinthus setulosus  Zherikhin, 1987
- Microplinthus shiva Meregalli, 2004